# لا ستامبا
لا ستامبا (بالإيطالية:La Stampa) وتعني حرفيا «الصحافة أو المطبوعة». إحدى أشهر الصحف اليومية الإيطالية ومن أكثرها مبيعا. تطبع في تورينو، تصدر الصحيفة بالتنسيق المعروف بشكل برلينر، وتوزع في إيطاليا وفي أنحاء الدول الأوروبية. المالك الحالي لها هي مجموعة فيات.
تأسست العام 1867 باسم غاتزيتا بيمونتيسي "Gazzetta Piemontese"، وفي العام 1895 اشترى الصحيفة ثم رأس تحريرها ألفريدو فراتساتي، الذي أطلق عليها اسمها الحالي ومنحها الصبغة الوطنية. أجبر على الاستقالة نتيجة انتقاده لجريمة مقتل الاشتراكي جاكومو ماتيوتي العام 1924، واضطر بعدها لبيع صحيفته التي اشتراها جيوفاني أنيللي.
في يناير 1999، أطلقت الصحيفة موقعها الإلكتروني وفي 26 يناير 1999 أصدرت الصحيفة مجلة أسبوعية حملت اسم Specchio منذ 26 يناير 1999 وحتى 7 أبريل 2006. وفي 26 مايو 2006 أصدرت مجلة Specchio+ كمجلة أسبوعية.

## دعوى ماكدونالدز
في مايو 2002 رفعت ماكدونالدز دعوى قضائية ضد الناقد القسم الغذائي صحيفة لا ستامبا والداعي للوجبة البطيئة إدواردو راسبييلي، حيث استخدم أوصافا حول الوجبات المقدمة من ماكدونالدز اعتبرتها الأخيرة سيئة ورفعت دعوى تطالب فيها بتعويض قيمته 25 مليون دولار كأضرار.